# Guillaume Cureau
Guillaume Cureau (La Rochefoucauld, 1595 circa – Bordeaux, 23 febbraio 1648) è stato un pittore francese.

## Biografia
Fu attivo nel 1620 ad Angoulême poi nel 1622 a Bordeaux, parrocchia di Saint-Éloi, allievo del pittore Jos(eph) Roy, alla morte del quale divenne pittore dell'Hôtel de Ville di Bordeaux, dal quale ebbe l'incarico, fra gli altri, di dipingere le effigi dei giurati e dei sindaci. Nel 1625 egli reclamò il pagamento dei ritratti di: Lacroix, Marot (o Maron), Vignoles, de Chimbaud, Dupin de Tortaty, Constant, Fouques e Bordenabe. Dal 1633 al 1635 dipinse le volte del castello di Cadillac. I ritratti dei giurati e dei sindaci furono resi alle rispettive famiglie dopo il loro decesso (o la cessazione delle loro funzioni), per cui ai nostri giorni rimane in possesso della città, dopo le vendite all'asta da parte dei rivoluzionari e l'incendio dell'Hôtel de Ville, un solo esemplare, quello di Mullet, signore de La Tour.

## Opere
- Messire de Mullet, olio su tela di 69 per 57, Bordeaux, museo delle Arti decorative, deposito del museo delle Belle Arti. Acquistato dal comune nel 1856.

Nel 1646 un retablo fu commissionato dall'Hôtel de Ville di Bordeaux al falegname bordolese Raymond Caussade, che comprendeva i seguenti dipinti: 
- San Mommolino che guarisce un posseduto, [1] Bordeaux,  Abbaziale di Sainte-Croix, olio su tela, 2,23 per 1,67, 1647; questo dipinto, restaurato nel 1988, è lacerato nella parte inferiore
- San Mauro guarisce un ammalato,[1] Bordeaux, Abbaziale di Sainte-Croix, olio su tela, 2,41 per 1,83.